# GI-21
La GI-21 es el antiguo acceso a San Sebastián que pertenecía antes una autovía de la Red de Carreteras de la Diputación Foral de Guipúzcoa que une la  N-I  por Añorga.
Tomó este nombre en 2010, tras la reorganización de la red de carreteras que llevó a cabo la Diputación Foral de Guipúzcoa. Antes se denominaba  N-I .
Nace en el punto kilómetro 8-10 de la  GI-20  en el municipio de Lasarte-Oria y termina en el último kilométrico (453,44) de la  N-I .
Tiene una longitud de 3.500 metros.
El tramo original de autovía entre Añorga y Lasarte-Oria fue inaugurado en el año 1974 y consta de dos carriles por sentido sin mediana. Transcurriendo a lo largo de este tiempo, ha habido siniestralidad como accidentes de vehículos y se consideraron como "puntos negros" de este tramo. En el año 1999, inauguraron la nueva autovía  GI-11  como alternativa de la autovía Añorga - Lasarte-Oria y permitiendo de que incorpore el desvío hacia Arizeta reduciendo la siniestralidad hasta la transformación urbana de Añorga en el año 2016 y dejará de ser una autovía y convirtieron en el nuevo Bulevar de Añorga.

## Tramos
| Denominación | Tramo | Año servicio             | km              |
| ------------ | --- | ------------------------ | --------------- |
| GI-21        | Añorga GI-20 - Lasarte-Oria N-I Tramo original: Añorga GI-20 - Lasarte N-I Primera fase: Bulevar de Añorga Tramo: Rotonda de Karmengo Ama Segunda fase: Bulevar de Añorga Tramo: Rotonda de Errekalde | 1974 2016 2012 2021 2010 | 3,5 0,8 - 0,5 - |